# فرناندو غونزاليس ليكس
فرناندو غونزاليس ليكس هو سياسي إسباني، ولد في 6 سبتمبر 1952 في لا كورونيا في إسبانيا. نشط حزبياً في الحزب الاشتراكي العمالي الإسباني.

## مناصب
- انتخب ممثل الجمعية البرلمانية لمجلس أوروبا [الإنجليزية]‏ لترشحه ضمن قائمة إسبانيا، (24 يونيو 1996 – 26 يونيو 2000).
- انتخب نائب عن الجمعية البرلمانية لمجلس أوروبا  [لغات أخرى]‏ لترشحه ضمن قائمة إسبانيا، (3 فبراير 1992 – 23 سبتمبر 1993).
- انتخب ممثل الجمعية البرلمانية لمجلس أوروبا [الإنجليزية]‏ لترشحه ضمن قائمة إسبانيا، (26 يناير 1987 – 1988).
- انتخب عضو برلمان منطقة غاليسيا  [لغات أخرى]‏.
- انتخب رئيس حكومة إقليم غاليسيا [الإنجليزية]‏ (1987 – 1990).
- انتخب عضو مجلس الشيوخ الإسباني  [لغات أخرى]‏.